# Decatur (Misisipi)
Decatur es un pueblo del Condado de Newton, Misisipi, Estados Unidos. Según el censo de 2000 tenía una población de 1.426 habitantes.

## Demografía
Según el censo de 2000, había 1.426 personas, 407 hogares y 269 familias residiendo en la localidad. La densidad de población era de 534,5 hab./km². Había 463 viviendas con una densidad media de 173,6 viviendas/km². El 66,41% de los habitantes eran blancos, el 32,54% afroamericanos, el 0,56% amerindios, el 0,14% asiáticos y el 0,35% pertenecía a dos o más razas. El 1,05% de la población eran hispanos o latinos de cualquier raza.
Según el censo, de los 407 hogares en el 31,0% había menores de 18 años, el 44,5% pertenecía a parejas casadas, el 18,2% tenía a una mujer como cabeza de familia, y el 33,9% no eran familias. El 30,7% de los hogares estaba compuesto por un único individuo, y el 9,6% pertenecía a alguien mayor de 65 años viviendo solo. El tamaño promedio de los hogares era de 2,30 personas, y el de las familias de 2,85.
La población estaba distribuida en un 16,5% de habitantes menores de 18 años, un 41,8% entre 18 y 24 años, un 16,4% de 25 a 44, un 14,9% de 45 a 64, y un 10,3% de 65 años o mayores. La media de edad era 21 años. Por cada 100 mujeres había 100,6 hombres. Por cada 100 mujeres de 18 años o más, había 97,3 hombres.
Los ingresos medios por hogar en la localidad eran de 28.333 dólares ($), y los ingresos medios por familia eran 37.115 $. Los hombres tenían unos ingresos medios de 28.875 $ frente a los 20.000 $ para las mujeres. La renta per cápita para la ciudad era de 10.839 $. El 19,4% de la población y el 14,8% de las familias estaban por debajo del umbral de pobreza. El 28,7% de los menores de 18 años y el 10,3% de los habitantes de 65 años o más vivían por debajo del umbral de pobreza.

## Geografía
Según la Oficina del Censo de los Estados Unidos, la localidad tiene un área total de 2,7 km², todos ellos correspondientes a tierra firme.